# 粗糙菝葜
粗糙菝葜（学名：[Smilax lebrunii] 错误：{{Lang}}：文本有斜体标记（帮助））为百合科菝葜属下的一个种。

## 扩展阅读
- 維基物種上的相關：粗糙菝葜